# آرتور ژمیه‌فسکی
آرتور ژمیه‌فسکی (لهستانی: Artur Żmijewski؛ زادهٔ ۲۶ مهٔ ۱۹۶۶) کارگردان فیلم اهل لهستان است. یکی از فیلم‌های او به به نام بِرِک محصول ۱۹۹۹ بارها جنجال‌برانگیز شده است. این اثر، بزرگسالان برهنه‌ای را نشان می‌دهد که در اتاق گاز اردوگاه کار اجباری اشتوتهوف مشغول بازی گرگم به هوا هستند.
از فیلم‌ها یا مجموعه‌های تلویزیونی که وی در آن‌ها نقش داشته‌است، می‌توان به من و ایدز (۱۹۹۶) اشاره نمود.